# Christiane Nord
Christiane Nord (nascida em 13 de setembro de 1943) é uma pesquisadora alemã da área da tradução.

## Biografia
Estudou tradução na Universidade de Heidelberg (BA Honors, 1967).  Em 1983 obteve seu PhD em Estudos Românticos,  com habilitação em estudos de tradução aplicada e pedagogia da tradução. Desde 1967, Nord está envolvida no treinamento de tradutores nas universidades de Heidelberg, Viena, Hildesheim, Innsbruck e Magdeburg (1996–2005).
Ela foi casada com o teólogo Klaus Berger, que faleceu em 2020. Eles trabalharam juntos na tradução de partes da Bíblia .

## Trabalhos
- "Textdesign - verantwortlich und gehirngerecht". Em: Holz-Mänttäri, Justa/Nord, Christiane, eds.: Traducere Navem. Festschrift für Katharina Reiß zum 70. Geburtstag. Tampereen yliopisto, 1993, pages 301–320. ISBN 951-44-3262-2.
- Translating as a Purposeful Activity. Functionalist Approaches Explained. 1997.
- Fertigkeit Übersetzen. Ein Kurs zum Übersetzenlehren und -lernen. Berlin: BDÜ Service Verlag (Schriftenreihe des BDÜ 38) (2 edição de Nord 2002).
- Kommunikativ handeln auf Spanisch und Deutsch. Ein übersetzungsorientierter funktionaler Sprach- und Stilvergleich, Wilhelmsfeld: Gottfried Egert Verlag, 2003.
- Text Analysis in Translation: Theory, Methodology and Didactic Application of a Model for Translation-Oriented Text Analysis, Amsterdam-New York: Rodopi, 2nd. revised edition, 2005.
- Kommunikativ handeln auf Spanisch und Deutsch: ein übersetzungsorientierter funktionaler Sprach- und Stilvergleich . Egert, Wilhelmsfeld 2003,ISBN 3-926972-99-8